# 1er juillet 1974
Le lundi 1er juillet 1974 est le 182e jour de l'année 1974.

## Naissances
- Alexeï Mizguirev, réalisateur et un scénariste russe
- Ali Mahdavi, artiste et photographe iranien
- Amanda Ghost, musicienne britannique
- Caroline Simard, entrepreneure et femme politique québécoise
- Danail Mihaylov, joueur bulgare de volley-ball
- David Condouant, joueur de basket-ball français
- Edward Cecot, footballeur polonais
- Hadi Hobeich, homme politique libanais
- Maksim Souchinski, joueur professionnel russe de hockey sur glace
- Matthé Pronk, coureur cycliste néerlandais
- Michele Krasnoo, actrice américaine
- Monsieur Fraize, humoriste et comédien français
- Oswald Mbari, auteur-compositeur-interprète centrafricain
- Petar Krpan, footballeur croate
- Pornchai Thongburan, boxeur thaïlandais
- Raoul Biltgen, écrivain et acteur luxembourgeois

## Décès
- Emilio Maria Beretta (né le 27 mars 1907), peintre suisse
- Jean Alley (née le 13 mars 1885), écrivaine, dramaturge et scénariste française
- Juan Perón (né le 8 octobre 1895), militaire et homme d'État argentin
- Kick Smit (né le 3 novembre 1911), footballeur néerlandais

## Événements
- (Argentine) : mort de Juan Perón qui laisse la place à sa femme Isabel, alors vice-présidente. Comme elle n’a aucune expérience du pouvoir, c’est son conseiller José López Rega qui impose ses vues. Il lance l'escadron de la mort de l’Alliance argentine anticommuniste (AAA) dans la répression politique. L’état de siège est proclamé sur tout le territoire le 6 novembre. Sur le plan économique, l’inflation s’envole. Les différentes factions du péronisme éclatent. Deux groupes péronistes, les Montoneros et la Jeunesse péroniste, annoncent la reprise de la lutte armée. Isabel trouve comme parade de procéder à des augmentations de salaire, ce qui alimente une dangereuse spirale inflationniste.
- Sortie de l'album 461 Ocean Boulevard d'Eric Clapton
- Création du journal Cameroon Tribune
- Fin du Gouvernement Androutsópoulos  et début du Gouvernement Konstantínos Karamanlís V
- Création du Memorial Wall de la CIA
- Sortie de l'album Miami du groupe James Gang
- Découverte de l'élément chimique seaborgium
- Sortie de la chanson Strutter du groupe Kiss